# يخفروزان (أوتش هاتشا)
يخفروزان (بالفارسية: یخفروزان) هي منطقة سكنية تقع في إيران في قسم أوتش هاتشا الریفي. يقدر عدد سكانها بـ 503 نسمة .